# Бордо, Джо
Джо Бордо (англ. Joe Bordeaux; 9 марта 1886, Пуэбло — 10 сентября 1950) — американский киноактер. За время своей карьеры в кино с 1914 по 1940 год снялся в 73 фильмах.
Джозеф Эмиль Бордо (англ. Joseph Emil Bordeaux) родился в Пуэбло, штат Колорадо, и умер в Лос-Анджелесе, Калифорния.

## Фильмография
- 1940 — Великий диктатор / The Great Dictator
- 1936 — Наши отношения / Our Relations
- 1932 — Дантист / The Dentist
- 1928 — Идол дневных спектаклей / The Matinee Idol
- 1918 — Спокойной ночи, сестричка! / Good Night, Nurse!
- 1918 — Самогон / Moonshine
- 1918 — Подручный / The Handy Man
- 1918 — Посыльный / The Messenger
- 1918 — Ученый / The Scholar
- 1918 — Ординарец / The Orderly
- 1918 — Его лучший день / His Day Out
- 1918 — Мошенник / The Rogue
- 1917 — Раб / The Slave
- 1917 — Кони-Айленд / Coney Island
- 1917 — Беспечный Ромео / A Reckless Romeo
- 1917 — Помощник мясника / The Butcher Boy — сообщник
- 1916 — Бал официантов / The Waiters 'Ball
- 1916 — Самогонщики / The Moonshiners
- 1916 — Другой человек / The Other Man
- 1916 — Ошибки его жены / His Wife’s Mistakes
- 1916 — Яркий свет / Bright Lights
- 1916 — Фэтти и Мейбл дрейфуют / Fatty and Mabel Adrift
- 1915 — Путаница из-за фотографии / Fatty’s Tintype Tangle
- 1915 — Смелый щенок Фэтти / Fatty’s Plucky Pup
- 1915 — Приморские возлюбленные мисс Фэтти / Miss Fatty’s Seaside Lovers
- 1915 — Своя дорога Мейбл / Mabel’s Wilful Way
- 1915 — Когда любовь расправляет крылья / When Love Took Wings
- 1915 — Приставание к Мейбл / Wished on Mabel
- 1915 — Преданная монета Фэтти / Fatty’s Faithful Fido
- 1915 — Новая роль Фэтти / Fatty’s New Role (1915)
- 1915 — Фатти и Мейбл на выставке в Сан-Диего / Fatty and Mabel at the San Diego Exposition
- 1915 — Простая жизнь Фэтти и Мейбл / Mabel and Fatty’s Simple Life
- 1915 — Мейбл, Фэтти и закон / Mabel, Fatty and the Law
- 1915 — День стирки Мейбл и Фэтти / Mabel and Fatty’s Wash Day
- 1915 — Семейная жизнь Мейбл и Фэтти / Mabel and Fatty’s Married Life
- 1914 — Реквизитор / The Property Man
- 1914 — Нокаут / The Knockout
- 1914 — Мейбл за рулем / Mabel at the Wheel — подозрительная личность